# 愛媛女子高等学校
愛媛女子高等学校（えひめじょしこうとうがっこう）は、愛媛県宇和島市に存在していた私立高等学校。

## 概要
1940年に大和女子学園を創立。大和女子専門学校を運営。
1948年に学校法人大和女子学園になる。
1958年に学校法人大和女子学園が宇和島女子高等学校を開校。
1978年に宇和島女子高等学校を大和女子高等学校に改称。
1983年に大和女子高等学校を愛媛女子高等学校に改称。